# Eudonia fotounii
Eudonia fotounii là một loài bướm đêm trong họ Crambidae.